# Peter Danckert
Peter Danckert, född 8 juli 1940 i Berlin, död 3 november 2022 i Berlin, var en tysk politiker som var ledamot av förbundsdagen för SPD 1998–2013.